# Rubino
Pour les articles homonymes, voir Rubino (homonymie).
 Rubino  est un village qui porte le nom de RUBINO, employé à la compagnie française de l'Afrique de l'Ouest, exécuté en 1910 sur ce même lieu lors de la Révolte des Abbeys, et qui devint depuis le 1er janvier 2002 une grande commune du département d'Agnéby et toujours une sous-préfecture dans le département d'Agboville en région d'Agnéby-Tiassa en Côte d'Ivoire en Afrique de l'Ouest.

## Toponymie
La ville de Rubino porte le nom d'un colonel français, agent de la Compagnie Française de l'Afrique Occidentale (CFAO), massacré par un mode opératoire sans précédent lors de la révolte des Abés en 1910. Sa tombe est devenue un lieu touristique,,.

## Géographie

### Situation
Rubino est située à 22 minutes de train au nord d'Agboville sur la ligne internationale du chemin de fer Abidjan-Niger, exploité par SITARAIL.

### Climat et végétation
A Rubino, le climat est attiéen. La végétation est celle de la forêt dense.

## Histoire

### XXesiècle
Lors de la colonisation de la Côte d'Ivoire par la France, la résistance des Abbey aux colons français de 1905 à 1918, avec un pic lors de l'année 1910, a été la plus farouche, en particulier en raison du tracé de la voie ferrée Abidjan-Niger. C'est dans cette ville que le colonel Rubino, par ailleurs employé français de la Compagnie française de l'Afrique occidentale (CFAO), fut assassiné par les villageois lors de la révolte des Abés en 1910,. Pour manifester leur colère contre les raids récurrents des colons, les villageois cuisinèrent son corps et firent en sorte que les colons mangent le plat. La ville porte son nom et devint un lieu de pèlerinage (mausolée de Rubino).

## Administration
Une loi de 1978 a institué 27 communes de plein exercice sur le territoire du pays.
| Date d'élection | Identité             | Parti       | Qualité         |
| --------------- | -------------------- | ----------- | --------------- |
| 1980            |                      | PDCI-RDA    | Cadre politique |
| 1985            |                      | PDCI-RDA    | Cadre politique |
| 1990            |                      | PDCI-RDA    | Cadre politique |
| 1995            |                      | PDCI-RDA    | Cadre politique |
| 2001            | Hubert Dessi         | Indépendant | Cadre politique |
| 21 avril 2013   | Hubert Dessi (réélu) | PDCI        |                 |

## Représentation politique
L'Assemblée nationale de Côte d'Ivoire compte 223 députés élus pour 5 ans.
| Date d'élection | Identité         | Parti    | Qualité         | Statut                                  |
| --------------- | ---------------- | -------- | --------------- | --------------------------------------- |
| 2001            | Angodji N'Gbesso | FPI      | Homme politique | élu                                     |
| décembre 2011   | Dessi Hubert     | PDCI-RDA | Banquier        | élu, communes et sous préfecture Rubino |

Le mandat de l’Assemblée nationale élue en 2001 s'achevait le 16 décembre 2005. Mais, en raison de la crise politico-militaire de 2002, les élections législatives n'ont pas eu lieu et l’Assemblée nationale en place est demeurée en fonction et a conservé ses pouvoirs.

## Société

### Démographie

Demographie de Rubino

La population de Rubino est de plus de 12 000 habitants. Elle est en croissance rapide.
| Année | Population | source |
| ----- | ---------- | ------ |
| 1955  | 11363      | resc.  |
| 1961  | 5000       |        |
| 1965  | 6865       | resc.  |
| 1975  | 9861       | resc.  |
| 1988  | 9559       | resc.  |
| 1989  | 10.000     |        |
| 1993  | 11.644     | est.   |

La composition ethnoculturelle est d'Abbey, de Krobou, de divers allogènes et d'étrangers.

### Éducation
C'est à Elima, au sud du pays, que sera créée la première école officielle le 8 aout 1887 avec pour instituteur Fritz-Emile Jeand'heur venu d'Algérie. Elle comptait alors 33 élèves africains qui seront les premiers lecteurs en langue française. Elle fonctionnera pendant trois ans avant d'être transférée en 1890 à Assinie par Marcel Treich-Laplène, le nouveau résident de France. Le 1er mars 1904, il y avait 896 élèves en Côte d'Ivoire pour une population estimée un peu supérieure à 2 millions d'habitants.

### Langues
Depuis l'indépendance, la langue officielle dans toute la Côte d'Ivoire est le français. La langue véhiculaire, parlée et comprise par la majeure partie de la population, est le dioula mais la langue vernaculaire de la région est le Abbey. Le français effectivement parlé à Rubino est communément appelé le français populaire ivoirien ou français de moussa qui se distingue du français standard par la prononciation et qui le rend quasi inintelligible pour un francophone non ivoirien. Une autre forme de français parlé est le nouchi, un argot parlé surtout par les jeunes et qui est aussi la langue dans laquelle sont écrits 2 magazines satiriques, Gbich! et Y a fohi. La ville accueillant de nombreux ivoiriens issus de toutes les régions du pays, toutes les langues vernaculaires du pays, environ une soixantaine, y sont pratiquées. .

## Économie
Elle est basée essentiellement sur le cacao, le bois dur et l'or

## Agriculture
Tout le centre-nord du département d'Agboville, autour de Rubino, est saturé. Il devient extrêmement difficile d’y créer de nouvelles plantations. L’équilibre vivrier qui reposait sur le défrichement annuel de nouvelles parcelles est ainsi remis en question.
La Société coopérative agricole de Rubino est une coopérative spécialisée dans le domaine agricole. Elle dispose de produits de qualité tels que café, cacao, noix de cajou (Anacarde), coton, grains de palme, piments. Après un bilan positif en 2002 à 2004 malgré la guerre civile elle cherche depuis le printemps 2005 des partenaires qui désirent acheter ces produits.

### Bois
Le peu de forêt qui reste au sud du pays est systématiquement pillé, avec la complicité des autorités chargées de protéger ces forêts. En deux ans la SODEFOR a coupé tout le bois qu’elle aurait dû couper en cinq ans. À ce rythme, la SODEFOR sera obligée de fermer en 2007 parce qu’elle n’aura plus de ressources. A Rubino il n’y a plus de teck.

## Infrastructures
Rubino dispose de l'électricité et de l'eau au robinet. Il existe sur l'Agnéby au moins quatre retenues de moyenne importance destinées à l'approvisionnement en eau potable d'Agboville, Bongouanou, Mbatto et Rubino.
Rubino dispose de centres de santé. La Cellule des Femmes de Médias engagées dans la lutte contre le SIDA en faveur de la femme et de l'enfant en Côte d'Ivoire (CFMS-CI) a organisé des journées de sensibilisation en 2005.

## Sports
Les compétitions sportives se déroulent exclusivement au chef-lieu du département, les autres localités ne disposant d'aucune infrastructure dédiée : la ville dispose d'un club de football, l' AS RUBINO, qui évolue en Championnat de Division Régionale, équivalent d'une « 4e division ». Comme dans la plupart des villes du pays, il est organisé, de façon informelle, des tournois de football à 7 joueurs qui, très populaires en Côte d'Ivoire, sont dénommés Maracanas.